# Saint Beast
Saint Beast (セイント·ビースト?, Seinto bīsuto) è una serie anime di genere fantastico con elementi shōnen'ai. Nata come spin-off di Angel Tales, l'anime prodotto dalla Tokyo Kids ha poi avuto diversi sequel animati, fino a contare un totale di tre serie animate, di cui l'ultima terminata nel giugno 2007

## Trama
I due angeli caduti imprigionati in una dimensione di stasi si sono liberati dai sigilli e hanno cominciato a portare il caos sulla Terra. Decisi a rendere il regno dei mortali un vero inferno i due hanno cominciato a far sparire tutti gli angeli guardiani posti a custodia dell'umanità. La Dea decide perciò di inviare le Quattro Bestie Sacre ad indagare sulle misteriose sparizioni.

## Personaggi
Kirin no Judas (麒麟のユダ?)
Doppiato da Akira Ishida
Uno dei due angeli caduti. Dotato del potere di rigenerare ogni ferita se toccata dalle sue labbra, Judas era un tempo un angelo particolarmente caro alle Quattro Bestie ed in particolare a Shin, a cui era legato da un profondo affetto.
Houou no Luca (鳳凰のルカ?)
Doppiato da Hikaru Midorikawa
Alleato di Judas ed angelo caduto. Detiene il potere di leggere la mente. Quando risiedeva nel mondo celeste era legato a Rey.
Seiryuu no Goh (青龍のゴウ?)
Doppiato da Toshiyuki Morikawa
Il più anziano delle Bestie Sacre e detentore della spada di Seiryuu, il “drago azzurro dell'est”. Serio e responsabile, dopo la caduta di Judas ha assunto il ruolo di leader delle Bestie. Stato che lo rende particolarmente sensibile ad eventuali confronti con l'ex-guida del gruppo, al quale lo lega un ardente sentimento di rivalsa e profonda rivalità .
Genbu no Shin (玄武のシン?)
Doppiato da Takahiro Sakurai
Custode dello scudo di Genbu, la “tartaruga nera del nord”, Shin ha un'affinità con le suddette creature marine e una grande abilità nel suonare l'arpa. Il suo potere risiede nella manipolazione del tempo, azione che gli richiede tuttavia un grande sforzo energetico al punto di porlo, nei casi più gravi, a rischiare la vita. Legato affettivamente a Judas gli riesce difficile accettare il compito di dover combattere l'ex compagno anche a causa del carattere riflessivo ed introverso.
Suzaku no Rey (朱雀のレイ?)
Doppiato da Kouki Miyata
Guardiano della lancia di Suzaku, la “fenice scarlatta del sud”. Solare e spesso preoccupato per la salute degli altri Rey si occupa spesso delle incombenze domestiche per conto del gruppo che su di lui fa grande affidamento. Legato a Luca raramente pensa al tempo trascorso con l'angelo caduto nello sforzo di non riaprire dolorose ferite e non essere poi capace di giungere ad uno scontro coi due angeli reietti. È spesso in compagnia di Gai, di cui si prende cura in quanto più giovane.
Byakko no Gai (白虎のガイ?)
Doppiato da Hiroyuki Yoshino
In possesso dell'armatura di Byakko, la “tigre bianca dell'ovest”. Infantile ed ingenuoagisce spesso d'impulso prediligendo l'ascolto del proprio cuore piuttosto che la razionale divisione fra nemici ed amici. È infatti emblematico il suo incontro con Maya e Kira, angeli minori amici di vecchia data di Gai, che, anche se ostili alle Bestie in un primo tempo, vengono spinti ad unirsi al gruppo proprio dall'iniziativa e dall'indole amichevole di Gai.
Giocoso, si diverte a vedere con Maya la trasmissione dei “Venom Saint”, parodia consistente nella narrazione delle battaglie delle Bestie in versione chibi.
Ryusei no Kira (流星のキラ?)
Doppiato da Tomokazu Sugita
Kira della Stella Cadente è un mezzosangue, figlio di un angelo e di un'umana. Considerato da molti una creatura mistica di rango inferiore, Kira ha sviluppato un carattere chiuso, diffidente ed aggressivo. Deciso a ritrovare la propria madre ha abbandonato il Cielo assieme al fratello per cercare la genitrice sulla Terra. Delle Bestie non sopporta in particolare Goh, per il suo carattere autoritario.
Fuuga no Maya (風牙のマヤ?)
Doppiato da Kenichi Suzumura
Fratello minore di Kira e mezzosangue. Nonostante l'infanzia sofferta nel regno celeste Maya è riuscito a diventare un amico delle Bestie Sacre ed in particolare di Gai.
La Dea
Doppiata da Kyoko Hikami
Guida delle Quattro Bestie Sacre, un tempo la Dea era l'angelo Yuki, guardiana della Terra. Il suo guerriero favorito è Goh.
Kagero no Shiva (陽炎のシヴァ?)
Doppiato da Kousuke Toriumi
Angelo particolarmente vicino alla Dea e spesso suo messaggero. Ossessionato da Judas, Shiva ha sviluppato un odio viscerale per il rivale in amore Shin, passione che lo porta a tradire il Regno Celeste per schierarsi dalla parte dei due angeli caduti. Deciso tuttavia ad annientare Shin contravvenendo agli ordini impartitigli da Judas, quest'ultimo si vede costretto ad eliminarlo, sdegnato dal tentativo di omicidio ordito ai danni della Bestia Sacra da lui amata.

## Lista episodi
| Nº                                                   | Titolo italiano (tradotto) Giapponese 「Kanji」 - Rōmaji                               | In onda          | In onda |
| Nº                                                   | Titolo italiano (tradotto) Giapponese 「Kanji」 - Rōmaji                               | Giapponese       |         |
| Saint Beast ~Seijuu Kourin Hen~ (6 episodi)          |                                                                                        |                  |         |
| 1                                                    | La discesa sulla Superficie 「聖獣降臨」 - Seijū kōrin                                 | 9 maggio 2003    |         |
| 2                                                    | Un angelo dal brutto carattere 「いじわるなエンジェル」 - Ijiwaru na angel             | 16 maggio 2003   |         |
| 3                                                    | Un desiderio impersonabile 「許されざる想い」 - Yurusarezaru omoi                      | 23 maggio 2003   |         |
| 4                                                    | Il tradimento degli angeli caduti 「堕天使達の野望」 - Datenshi-tachi no yabō          | 30 maggio 2003   |         |
| 5                                                    | La trappola dell'angelo guardiano 「守護天使達の罠」 - Shugotenshi-tachi no wana       | 6 giugno 2003    |         |
| 6                                                    | Per il bene di... 「誰がために......」 - Dare ga tame ni......                         | 13 giugno 2003   |         |
| Saint Beast ~Ikusen no Hiru to Yoru Hen~ (2 episodi) |                                                                                        |                  |         |
| 1                                                    |                                                                                        | 17 dicembre 2005 |         |
| 2                                                    |                                                                                        | 18 marzo 2006    |         |
| Saint Beast: Kouin Jojishi Tenshi Tan (13 episodi)   |                                                                                        |                  |         |
| 1                                                    | L'inizio 「起源」 - Kigen                                                              | 3 aprile 2007    |         |
| 2                                                    | L'angelo della luce e dell'oscurità 「天使たちの明暗」 - 天使たちの明暗                | 10 aprile 2007   |         |
| 3                                                    | La foresta dell'oscurità 「暗黒の森」 - Ankoku no mori                                 | 17 aprile 2007   |         |
| 4                                                    | La nascita delle sei bestie sacre 「六聖獣誕生」                                       | 24 aprile 2007   |         |
| 5                                                    | La leggenda del mostro-albero nel mondo umano 「下界・妖樹伝説」 - Kakai yōju densetsu | 1º maggio 2007   |         |
| 6                                                    | Angelo e demone 「天使と悪魔」 - Tenshi to akuma                                       | 8 maggio 2007    |         |
| 7                                                    | Il Paradiso coperto d'ombra 「楽園に堕ちる影」 - Rakuen ni ochiru kage                 | 15 maggio 2007   |         |
| 8                                                    | Il santuario del lupo d'oro 「金狼の聖地」 - Kinrō no seichi                           | 22 maggio 2007   |         |
| 9                                                    | Repressione 「討伐」 - Toubatsu                                                        | 29 maggio 2007   |         |
| 10                                                   | Un messaggero dall'Oscurità 「闇よりの使者」 - Yami yori no shisha                     | 5 giugno 2007    |         |
| 11                                                   | Epurazione 「粛清」 - Shukusei                                                         | 12 giugno 2007   |         |
| 12                                                   | La cerimonia dell'oscuro spirito sacro 「暗黒の聖霊祭」 - Ankoku no seireisai          | 19 giugno 2007   |         |
| 13                                                   | La scatola della speranza 「希望の箱」 - Kibou no hako                                 | 26 giugno 2007   |         |